# دينيسي بورتون
دينيسي بورتون (بالإنجليزية: Denise Burton)‏ هي دراجة بريطانية، ولدت في 24 يناير 1956 في ليدز في المملكة المتحدة.

## وصلات خارجية
- دينيسي برتون على موقع أرشيف الدراجات (الإنجليزية)
- دينيسي برتون على موقع إحصائيات الدراجات الإحترافية (الإنجليزية)